# Turracher Höhe
Turracher Höhe, también llamado Turracherhöhe, se refiere a un pueblo, un puerto a través de los Alpes, y un paisaje en los Alpes Gurktal en Austria. El pueblo y el lago Turracher del puerto, que comparten el mismo nombre, están separados por el límite de los dos estados federales de Estiria y Carintia. Debido a su elevada ubicación, la región no se pobló hasta relativamente tarde. En el siglo XVII, se inició la minería debajo del Turracherhöhe. La apertura de la parte superior del puerto por un camino pavimentado no se produjo hasta más tarde. Durante el siglo XX, la región se desarrolló gradualmente para el turismo. Se están haciendo esfuerzos para mantener la diversidad de la flora y la fauna del Turracherhöhe mediante zonas de conservación del paisaje y una ampliación cuidadosa y orientada a la naturaleza de las instalaciones turísticas.

## Geografía

### Ubicación geográfica

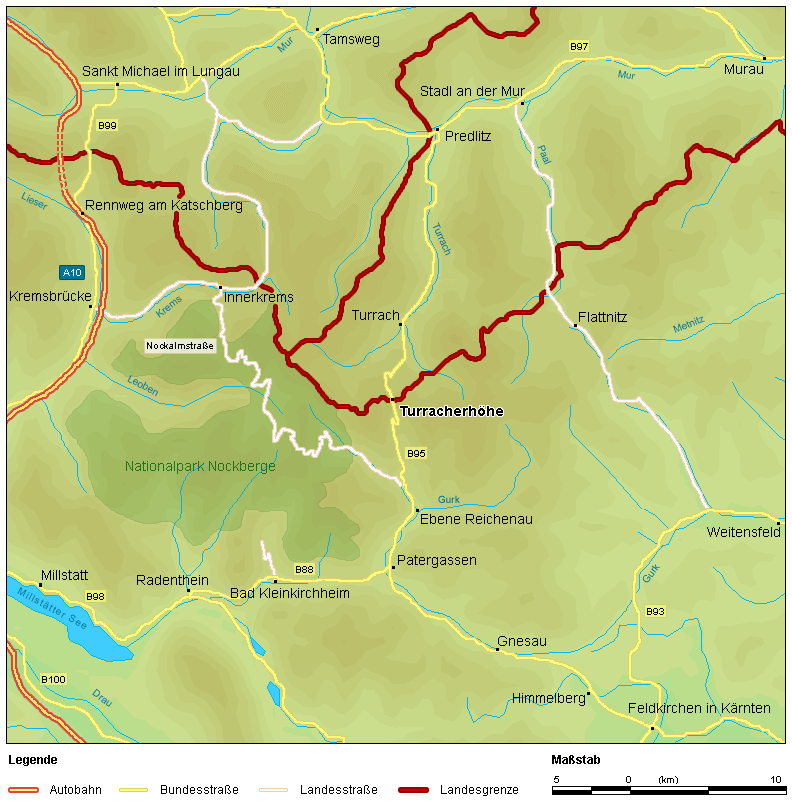
Las calles y los pueblos que rodean el Turracherhöhe

El Turracherhöhe está situado en las montañas Nock, la parte occidental de los Alpes Gurktal. La zona se extiende desde los picos del Rinsennock (2.334 m) en el oeste hasta el Lattersteighöhe (2.264 m) en el este; en dirección norte-sur, se extiende desde el pueblo de Turrach hasta la llanura de Reichenau en el sur. Algo más lejos están los picos de Eisenhut (2.441 m), Großer Königstuhl (2.331 m) y Gruft (2.232 m).
El punto más alto de la cumbre del puerto de aproximadamente dos kilómetros de largo tiene una altitud de 1.795 m sobre el nivel del mar al sur del lago Turracher. El lago tiene un nivel de agua de 1.763 m sobre el nivel del mar (Adria) y está conectado con el pueblo. El Turracher Höhe, como cumbre "clásica" del puerto, también forma parte de una divisoria de aguas entre el valle del Mura y el río Gurk superior, cuyo nacimiento está debajo del Lattersteighöhe a unos 2.000 m sobre el nivel del mar.
La carretera Turracher (B95), que va desde Salzburgo a lo largo de la orilla occidental del lago Turracher, conecta el valle del Alto Mura de Estiria en el norte con el valle del Alto Gurk en Carintia, y continúa hasta Feldkirchen y la cuenca de Klagenfurt en el sur. La carretera del puerto (de Turrach a la llanura de Reichenau) tiene una longitud de 16 km; el tramo entre los cruces con la carretera de Murauer (B97) en Predlitz y la carretera de Kleinkirchheimer (B88) cerca de Patergassen tiene una longitud de 35 km.
Un total de tres municipios comparten la región de Turracher Höhe: Styrian Predlitz-Turrach en el norte y los municipios de Carintia de Reichenau y Albeck en el sur. No hay caminos directos hacia la cumbre del puerto desde Albeck.

### Lagos Turrach

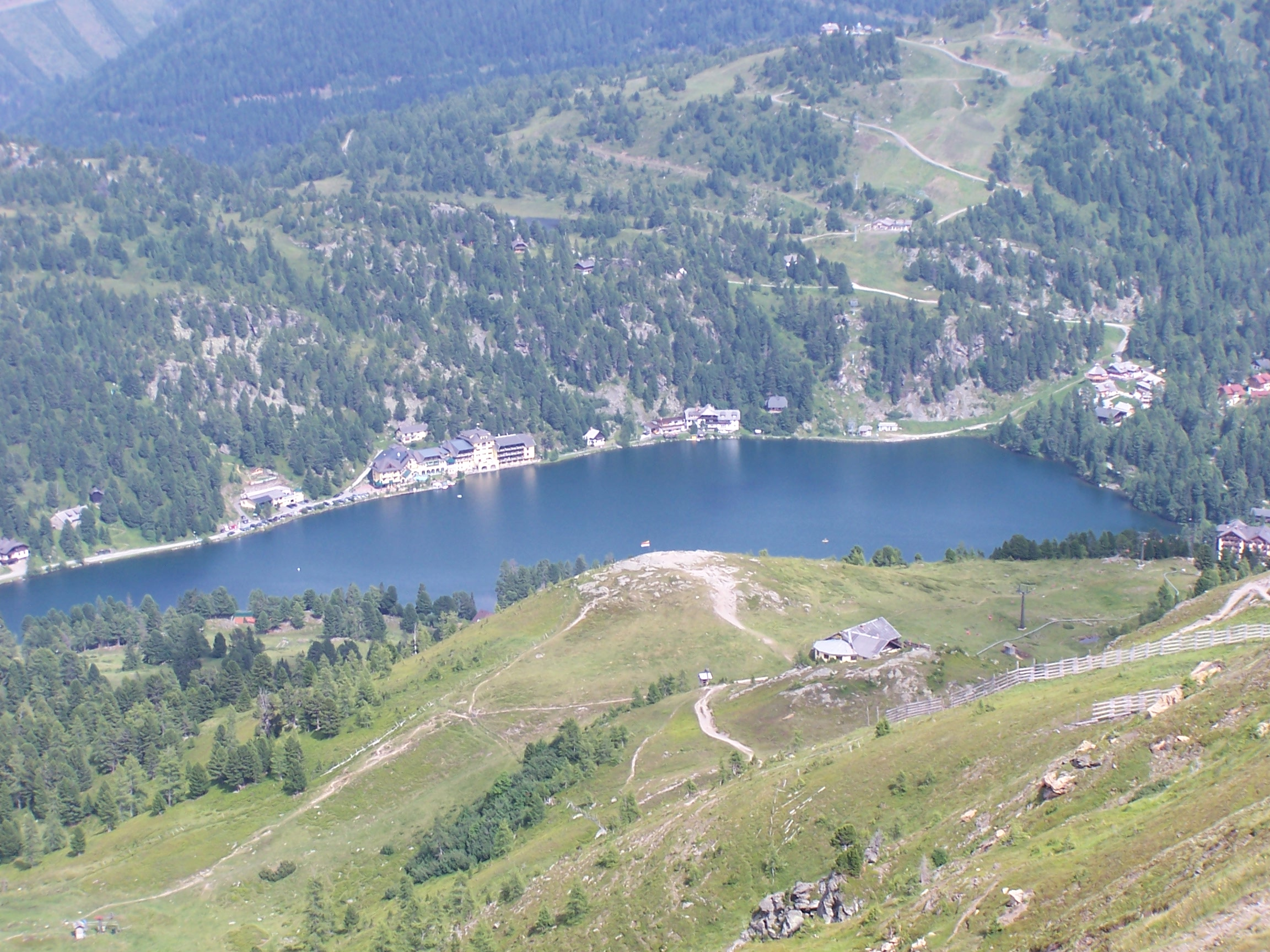
La go Turracher, visto desde arriba, en la orilla del este

Hay tres lagos en el Turracher Höhe. Según la leyenda, se formaron a partir de las lágrimas que Dios derramó al ver la belleza que había creado. El más grande de ellos es el Turracher See (Lago Turracher), con una superficie de 19,4 hectáreas. A unos 300 m hacia el este está el Schwarzsee (Lago Negro, 2,6 ha). En dirección sur está el Grünsee (Lago Verde, 1,48 ha). Los dos lagos más pequeños, dejados a la naturaleza, son menos conocidos, ya que se encuentran en una zona paisajística protegida y no se permite construir en sus orillas, y porque sólo se puede acceder a ellos por senderos.
La superficie del Turracher See, de hasta 33 metros de profundidad, está completamente congelada durante seis meses al año. Como el agua del lago se utiliza para crear nieve artificial, el nivel del agua en el lago puede variar unos pocos metros en el invierno.
Además de los lagos, también se formaron pantanos y ciénagas a partir de los glaciares de la edad de hielo debido al alto nivel de las aguas subterráneas. En el área de la cumbre del puerto, hay varios tipos de pantanos. En la zona de la cumbre del paso hay principalmente pantanos y ciénagas elevadas. En el Kornock hay un páramo de valle a más de 2.000 m sobre el nivel del mar. La zona de pantanos más importante colinda con el Schwarzsee y es probablemente una parte de esta masa de agua que ya se ha sedimentado.